# Rolf Staeck
Rolf Staeck (* 1943 in Bitterfeld) ist ein deutscher Grafikdesigner und Mail-Art-Künstler. 

## Leben
Rolf Staeck wuchs, wie sein 1938 geborener Bruder Klaus, in der Chemiestadt Bitterfeld auf. Er studierte Ingenieurswesen und war seit 1963 im Chemiekombinat Bitterfeld (CKB) tätig. Nachdem Staeck durch seinen Bruder und Robert Rehfeldt mit der Mail Art bekannt gemacht wurde, erarbeitete er erste Collagen und Fotomontagen. "Er hatte erheblichen Anteil an Beuys‘ berühmten Wirtschaftswerten. Das waren ausgewählte DDR-Produkte, die Rolf Staeck an seinen Bruder Klaus nach Heidelberg schickte und die Beuys dann bezeichnete und signierte."
Staeck wurde seit 1977 in einem Operativen Vorgang mit dem Decknamen "Reni" von Offizieren der Stasi-Objektdienststelle im CKB überwacht. Nachdem ihm die Stasi Untergrundtätigkeit und ungesetzliche Verbindungsaufnahme vorgeworfen und ihn als inoffiziellen Mitarbeit der Geheimpolizei rekrutieren wollte, stellte Staeck einen Ausreiseantrag. Seit seiner Übersiedlung 1984 nach Heidelberg ist er in der Edition Staeck tätig.

## Ausstellungen
Ausstellungsbeteiligung
- 1978 Berlin-Ost, Galerie Arkade, "Postkarten & Künstlerkarten" (Mail-Art)
- 2025 Cottbus, BLMK Dieselkraftwerk, 4 Postkarten in "Sendungen aus dem Gegen-Raum", Mail-Art in alternativen Kulturszenen der DDR